# Remada (délégation)
Pour la ville, voir Remada.
Remada est une délégation tunisienne dépendant du gouvernorat de Tataouine.
En 2004, elle compte 9 977 habitants dont 4 927 hommes et 5 050 femmes répartis dans 1 773 ménages et 2 261 logements.